# Nekrolog 1683
Nekrolog
◄◄
| ◄
| 1679
| 1680
| 1681
| 1682
| 1683 | 1684 | 1685 | 1686 | 1687 | ► | ►►
Weitere Ereignisse | Allgemeiner Nekrolog 1683
Die Beschreibung der verstorbenen Person sollte so kurz wie möglich gehalten sein und nur deren signifikante Tätigkeit(en) enthalten.
Neue Namen ggf. auch unter dem Geburts- und Sterbedatum, also etwa unter 1. Januar und im Geburts- und Sterbejahr (2024) eintragen (nur bei entsprechender großer Wichtigkeit). Für Beispiele siehe die schon vorhandenen Artikel.
Außerdem über die fünf zuletzt Verstorbenen, zu denen es einen ausreichend guten Artikel für eine Präsentation auf der Hauptseite gibt, nach der todesbedingten Überarbeitung der Artikel ggf. auch unter Wikipedia Diskussion:Hauptseite informieren und sie am besten auch in den anderen Wikipedia-Sprachversionen eintragen. Tipp: Regelmäßig bei news.google.de nach „ist tot“, „gestorben“ oder „verstorben“ suchen.
Wenn eine Person gestorben ist, gibt es viele Seiten zu dieser Person in der Wikipedia, die davon auch betroffen sind und entsprechend aktualisiert werden müssen. Beispiele: Namenübersichtsseite, Geburtsjahr, Geburtsort-Seiten und viele mehr.
Wie finde ich die betroffenen Seiten?
Im Suchfeld auf der linken Seite gibt man den Suchbegriff so ein: „Vorname Nachname“. Dann klickt man auf Volltext und alle Seiten mit entsprechendem Suchtext werden aufgerufen. Hier sieht man dann schnell, wo auch das Todesjahr Sinn macht oder sogar ein Teil des Artikels angepasst werden muss. Auch hilft das „Werkzeug“ auf der linken Seite sehr gut, um solche Seiten aufzufinden: „Links auf diese Seite“. Somit ist die Wikipedia wieder aktuell in allen Bereichen! Hinweis: bei Eintragung der Kategorie „Gestorben JAHR“ wird der Missbrauchsfilter 49 ausgelöst, was jedoch nicht schlimm ist. Siehe: Spezial:Missbrauchsfilter/49
Dies ist eine Liste von im Jahr 1683 verstorbenen bekannten Persönlichkeiten. Die Einträge erfolgen innerhalb der einzelnen Daten alphabetisch sortiert. Tiere sind im Nekrolog für Tiere zu finden.

## Januar
| Tag        | Name                                          | Beruf, bekannt als                              | Alter | Beleg |
| ---------- | --------------------------------------------- | ----------------------------------------------- | ----- | ----- |
| 2. Januar  | Maria Cron                                    | deutschstämmige Nonne in Indien, Stigmatisierte |       |       |
| 21. Januar | Anthony Ashley-Cooper, 1. Earl of Shaftesbury | englischer Politiker und Adliger                | 61    |       |
| 30. Januar | Cesare Facchinetti                            | Kardinal der Römisch-katholischen Kirche        | 74    |       |
| 31. Januar | Abraham Munting                               | niederländischer Botaniker                      | 56    |       |

## Februar
| Tag         | Name                       | Beruf, bekannt als                          | Alter | Beleg |
| ----------- | -------------------------- | ------------------------------------------- | ----- | ----- |
| 3. Februar  | Johann Christian Motz      | hessischer Kriegsrat und Obrist             | 78    |       |
| 5. Februar  | Henry Chicheley            | britisch-amerikanischer Politiker           |       |       |
| 5. Februar  | Giovanni Battista De Luca  | italienischer Kardinal der Römischen Kirche |       |       |
| 18. Februar | Nicolaes Pietersz. Berchem | niederländischer Maler                      | 62    |       |
| 20. Februar | Johann Nikolaus Misler     | deutscher lutherischer Theologe             |       |       |
| 27. Februar | Engel de Ruyter            | niederländischer Vizeadmiral                | 33    |       |
| 28. Februar | Johann Paul Hocher         | österreichischer Jurist und Staatsmann      | 66    |       |

## März
| Tag      | Name                               | Beruf, bekannt als | Alter | Beleg |
| -------- | ---------------------------------- | --- | ----- | ----- |
| 1. März  | Hartwig Erdmann von Eichendorff    | kaiserlicher und königlicher Rat und Landeshauptmann in Österreichisch-Schlesien                                                              |       |       |
| 2. März  | Samuel Pomarius                    | deutscher lutherischer Theologe und Superintendent der Stadt Lübeck                                                                           | 58    |       |
| 6. März  | Guarino Guarini                    | italienischer Mathematiker, Philosoph und Architekt des Spätbarock                                                                            | 59    |       |
| 7. März  | Samuel Gerlach                     | deutscher Geistlicher und Theologe | 74    |       |
| 9. März  | Michael Ettmüller                  | deutscher Arzt | 38    |       |
| 16. März | Johann Georg Achbauer der Ältere   | österreichischer Baumeister, der in Böhmen wirkte                                                                                             |       |       |
| 16. März | Henrik Bjelke                      | dänisch-norwegischer Admiral | 68    |       |
| 19. März | Thomas Killigrew                   | englischer Dramatiker und Theaterregisseur | 71    |       |
| 23. März | Johann Hartwig von Nostitz-Rieneck | Oberstkanzler und Geheimrat in Böhmen |       |       |
| März     | Roger Williams                     | gilt als Vater des amerikanischen Baptismus und Vorkämpfer der Religionsfreiheit sowie als früher Vertreter der Trennung von Kirche und Staat | 79    |       |

## April
| Tag       | Name                               | Beruf, bekannt als                                                                               | Alter | Beleg |
| --------- | ---------------------------------- | ------------------------------------------------------------------------------------------------ | ----- | ----- |
| 16. April | William Leete                      | amerikanischer Kolonialgouverneur                                                                |       |       |
| 23. April | Peter Philipp von Dernbach         | Fürstbischof im Erzbistum Bamberg und Bistum Würzburg                                            | 63    |       |
| 23. April | Moritz Ludwig I. von Nassau-LaLecq | Herr von Lek und Beverweerd                                                                      |       |       |
| 28. April | Daniel Casper von Lohenstein       | deutscher Dichter des Barock und einer der Hauptvertreter der Zweiten Schlesischen Dichterschule | 48    |       |
| April     | Cornelius Vermuyden                | niederländischer Ingenieur                                                                       |       |       |

## Mai
| Tag     | Name                           | Beruf, bekannt als                                                        | Alter | Beleg |
| ------- | ------------------------------ | ------------------------------------------------------------------------- | ----- | ----- |
| 2. Mai  | Stjepan Gradić                 | kroatischer Priester, Gelehrter und Diplomat in Rom                       | 70    |       |
| 4. Mai  | Erich Graff                    | deutscher Rechtswissenschaftler und Hochschullehrer                       | 76    |       |
| 15. Mai | Johann Ernst II.               | Herzog von Sachsen-Weimar                                                 | 55    |       |
| 15. Mai | Jacob Mayer                    | deutscher Baumeister, Kommunalpolitiker sowie Kirchen- und Schulvorsteher | 72    |       |
| 23. Mai | Johann Adolf von Schwarzenberg | österreichischer Adliger, Präsident des Reichshofrates                    | 67    |       |
| 30. Mai | Gabriel Hammerdörffer          | deutscher Zinnverleger und Kommunalpolitiker                              | 71    |       |
| Mai     | Benjamin Whichcote             | britischer Philosoph                                                      |       |       |

## Juni
| Tag      | Name                                       | Beruf, bekannt als                     | Alter | Beleg |
| -------- | ------------------------------------------ | -------------------------------------- | ----- | ----- |
| 2. Juni  | Conrad Thulemeyer                          | deutscher Mediziner                    | 58    |       |
| 4. Juni  | Wolfgang Georg Friedrich von Pfalz-Neuburg | Weihbischof in Köln                    | 23    |       |
| 12. Juni | Tobias Pock                                | deutscher Maler                        |       |       |
| 26. Juni | Ferdinand von Fürstenberg                  | Fürstbischof von Paderborn und Münster | 56    |       |
| 26. Juni | Hedwig Sophie von Brandenburg              | deutsche Adlige                        | 59    |       |

## Juli
| Tag      | Name                                          | Beruf, bekannt als                                         | Alter | Beleg |
| -------- | --------------------------------------------- | ---------------------------------------------------------- | ----- | ----- |
| 7. Juli  | Elisabeth Henriette von Hessen-Kassel         | Erbprinzessin von Brandenburg                              | 21    |       |
| 10. Juli | François Eudes de Mézeray                     | französischer Schriftsteller und Historiker                |       |       |
| 11. Juli | Franz Emmerich Kaspar Waldbott von Bassenheim | Bischof des Bistums Worms                                  |       |       |
| 21. Juli | William Russell                               | englischer Politiker                                       | 43    |       |
| 23. Juli | Bengt Skytte                                  | schwedischer Diplomat, Politiker und Sprachwissenschaftler | 68    |       |
| 24. Juli | Marco Gallio                                  | italienischer Kardinal und Bischof                         |       |       |
| 28. Juli | David Khöll                                   | österreichischer Steinmetzmeister des Barock               |       |       |
| 30. Juli | Maria Teresa von Spanien                      | Königin von Frankreich, Frau des Sonnenkönigs Ludwig XIV.  | 44    |       |
| 31. Juli | Martin von Kempe                              | deutscher Dichter und Übersetzer der Barockzeit            | 41    |       |
| Juli     | Alessandro Poglietti                          | Organist und Komponist des Barock                          |       |       |

## August
| Tag        | Name                                  | Beruf, bekannt als                                                                               | Alter | Beleg |
| ---------- | ------------------------------------- | ------------------------------------------------------------------------------------------------ | ----- | ----- |
| 3. August  | Georg Rimpler                         | deutscher Baumeister, Festungsbauer und Mineur im deutschsprachigen Raum                         |       |       |
| 11. August | Balthasar Herold                      | deutscher Stück-, Glocken- und Kunstgießer                                                       | 63    |       |
| 19. August | Eberhardine Catharine von Württemberg | Herzogin von Württemberg, durch Heirat Fürstin von Oettingen-Oettingen                           | 32    |       |
| 24. August | Georg Heintz                          | deutscher Rechtswissenschaftler                                                                  | 39    |       |
| 24. August | John Owen                             | kongregationalistischer Pfarrer und Theologe des radikalen Puritanismus                          |       |       |
| 26. August | Christoph Schultze                    | deutscher Komponist und Kantor                                                                   | 76    |       |
| 28. August | Johannes Schmitzberger                | römisch-katholischer Weihbischof in Wien                                                         |       |       |
| 29. August | Adam Haresleben                       | österreichischer Steinmetzmeister und Bildhauer des Barock, Dombaumeister zu St. Stephan in Wien |       |       |

## September
| Tag           | Name                                      | Beruf, bekannt als | Alter | Beleg |
| ------------- | ----------------------------------------- | --- | ----- | ----- |
| 6. September  | Jean-Baptiste Colbert                     | französischer Staatsmann und der Begründer des Merkantilismus (Colbertismus)                                                 | 64    |       |
| 6. September  | Johann Melchior Gletle                    | Schweizer Organist, Kapellmeister und Komponist                                                                              | 57    |       |
| 6. September  | Antoine Le Comte                          | französischer Bischof | 53    |       |
| 10. September | Johann Andreas von Liebenberg             | Bürgermeister von Wien | 55    |       |
| 12. September | Alfons VI.                                | König von Portugal (1656–1683)                                                                                               | 40    |       |
| 12. September | Juraj Križanić                            | kroatischer Theologe und Schriftsteller; einer der ersten Befürworter des Panslawismus unter russischer Führung              |       |       |
| 19. September | Johann Daniel von Freins-Nordstrand       | Geheimer Rat und Hof-Küchenmeister des Herzogs von Schleswig-Holstein-Gottorf                                                |       |       |
| 23. September | Nicolaus Gerhard Lüden                    | Herzoglich Braunschweig-Lüneburgischer Hoflakai, Gesandter und Kurier während der Zweiten Belagerung Wiens durch die Osmanen | 39    |       |
| 25. September | Maximilian Ferdinand von Toerring-Seefeld | bayerischer Adeliger | 51    |       |

## Oktober
| Tag         | Name                                | Beruf, bekannt als                                                     | Alter | Beleg |
| ----------- | ----------------------------------- | ---------------------------------------------------------------------- | ----- | ----- |
| 7. Oktober  | Władysław Denhoff                   | Kastellan von Kulm, Woiwode von Pommerellen, Schatzmeister von Preußen | 44    |       |
| 8. Oktober  | Philipp Friedrich Böddecker         | deutscher Komponist und Organist                                       |       |       |
| 10. Oktober | Berend Jacobsen Karpfanger          | Kapitän der Hansestadt Hamburg                                         |       |       |
| 10. Oktober | Johann Conrad Rogg                  | Schweizer Schultheiss und Gastwirt                                     | 55    |       |
| 15. Oktober | Georg Job Marschall von Bieberstein | sächsischer Hofmarschall                                               | 57    |       |
| 16. Oktober | Andreas Fromm                       | deutscher Pädagoge, Komponist, evangelischer und katholischer Theologe |       |       |
| 16. Oktober | Johann Hartmann von Roggenbach      | Landkomtur der Deutschordensballei Schwaben-Elsass-Burgund             | 63    |       |
| 20. Oktober | Marie-Catherine de Villedieu        | französische Schriftstellerin                                          |       |       |
| 22. Oktober | Philips Angel                       | niederländischer Stillleben-Maler                                      | 67    |       |
| 22. Oktober | Christoph Faesch                    | Schweizer Historiker                                                   | 72    |       |

## November
| Tag          | Name                                  | Beruf, bekannt als                                         | Alter   | Beleg |
| ------------ | ------------------------------------- | ---------------------------------------------------------- | ------- | ----- |
| 10. November | John Collins                          | englischer Mathematiker                                    | 58      |       |
| 10. November | Robert Morison                        | schottischer Botaniker und Arzt                            |         |       |
| 15. November | Dietrich von Landsberg zu Erwitte     | Diplomat, Militär und Landdrost                            |         |       |
| 18. November | Louis de Bourbon, comte de Vermandois | Admiral von Frankreich, Sohn Ludwigs XIV.                  | 16      |       |
| 19. November | August Carpzov                        | Jurist und Staatsmann                                      | 71      |       |
| 28. November | Innozenz Giesel                       | Hochschulrektor und Archimandrit des Kiewer Höhlenklosters | etwa 83 |       |

## Dezember
| Tag          | Name                                  | Beruf, bekannt als                                                           | Alter | Beleg |
| ------------ | ------------------------------------- | ---------------------------------------------------------------------------- | ----- | ----- |
| 5. Dezember  | Balthasar Raith                       | württemberger evangelischer Theologe und Rektor der Universität Tübingen     | 67    |       |
| 7. Dezember  | Algernon Sidney                       | englischer Politiker und Revolutionär                                        |       |       |
| 11. Dezember | Catharina Margarete Dobenecker        | Dichterin des Barock                                                         | 34    |       |
| 12. Dezember | Christian Siegmund von Holtzendorff   | kursächsischer Kammerherr und Amtshauptmann                                  | 53    |       |
| 13. Dezember | Anna Sophia von Hessen-Darmstadt      | Äbtissin des Stifts Quedlinburg                                              | 44    |       |
| 15. Dezember | Mikołaj Hieronim Sieniawski           | polnischer Adliger, Militärführer, Marschall am Gerichtshof, Sejim-Marschall |       |       |
| 15. Dezember | Izaak Walton                          | englischer Schriftsteller                                                    | 90    |       |
| 17. Dezember | John Hingeston                        | englischer Komponist des Barock                                              |       |       |
| 23. Dezember | Theodor Bussius                       | deutscher Mediziner und Leibarzt                                             | 49    |       |
| 23. Dezember | Johann Adam Schertzer                 | deutscher protestantischer Theologe                                          | 55    |       |
| 24. Dezember | Amalia von Degenfeld                  | Adelige, Kammerfrau am kurpfälzischen Hof                                    | 36    |       |
| 25. Dezember | Kara Mustafa Pascha                   | Großwesir im Osmanischen Reich                                               |       |       |
| 26. Dezember | Ivan Ratkaj                           | kroatischer Jesuit, Missionar und Kartograf                                  | 36    |       |
| 27. Dezember | Maria Francisca Elisabeth von Savoyen | Königin von Portugal                                                         | 37    |       |
| 30. Dezember | Bernhard Breil                        | österreichischer Zisterzienser und Abt zweier Klöster                        |       |       |

## Datum unbekannt
| Tag | Name                           | Beruf, bekannt als                                                             | Alter | Beleg |
| --- | ------------------------------ | ------------------------------------------------------------------------------ | ----- | ----- |
|     | Fabian von Aderkas             | baltendeutscher General der schwedischen Armee                                 |       |       |
|     | Giovanni Bernardo Carbone      | genuesischer Maler                                                             |       |       |
|     | Andrea Cirrincione             | italienischer Architekt                                                        |       |       |
|     | Henri Clignet                  | Stadtdirektor Mannheims                                                        |       |       |
|     | Johann Friedrich Coch          | Ratsherr und Bürgermeister von Stralsund                                       |       |       |
|     | Hermann Cothmann               | Bürgermeister von Lemgo und berüchtigt für seine Hexenverfolgungen             |       |       |
|     | Nur ad-Din Mohammed Isfahani   | persischer Kalligraf                                                           |       |       |
|     | Gottfried Droste zu Vischering | Großprior von Deutschland des Johanniterordens und Reichsfürst von Heitersheim |       |       |
|     | Samuel Frisching               | Schultheiss der Stadt und Republik Bern                                        |       |       |
|     | Nathan Hannover                | jüdischer Autor und Chronist                                                   |       |       |
|     | Friedrich Ulrich von Knigge    | kaiserlicher Obrist                                                            |       |       |
|     | Jobst Hilmar von Knigge        | deutscher Soldat                                                               |       |       |
|     | Julien Maunoir                 | französischer Ordensgeistlicher (Jesuit)                                       |       |       |
|     | Ludwig Molitor                 | Schweizer reformierter Geistlicher                                             |       |       |
|     | Arnoldus Montanus              | holländischer Theologe und Philosoph                                           |       |       |
|     | Llorenç Passoles               | katalanischer Kunstkeramiker                                                   |       |       |
|     | Antonius Pery                  | Schweizer Bildhauer des Barock                                                 |       |       |
|     | Domenicus Petruzzy             | italienischer Steinmetzmeister und Bildhauer des Barock                        |       |       |
|     | Johann Martin Radeck           | deutscher Komponist                                                            |       |       |
|     | Daniel Schultz                 | deutscher Porträtmaler                                                         |       |       |
|     | Johann Sebastiani              | deutscher Komponist von Kirchenmusik                                           |       |       |
|     | Jakob Stainer                  | Tiroler Geigenbauer                                                            |       |       |
|     | Heinrich Wagnereck             | Alchemist                                                                      |       |       |
|     | Heinrich Wendt                 | niedersächsischer Chronist                                                     |       |       |